# 蜇伏鈍頭鮠
蜇伏鈍頭鮠，為輻鰭魚綱鯰形目鈍頭鮠科的其中一種，為熱帶淡水魚類，分布於亞洲泰國薩爾溫江流域，體長可達12公分，棲息在底層水域，生活習性不明。

## 扩展阅读
維基物種上的相關：蜇伏鈍頭鮠